# Версия Браунинга (фильм, 1951)
«Версия Браунинга» (англ. The Browning Version) — британский чёрно-белый художественный фильм, драма режиссёра Энтони Асквита, премьера которой состоялась в 1951 году. В главной роли учителя-неудачника Эндрю Крокер-Харриса задействован Майкл Редгрейв. Экранизация одноимённой пьесы Теренса Реттигена.
В 1951 году фильм стал фаворитом жюри двух крупнейших кинофестивалей мира: Каннского и Берлинского. На Лазурном Берегу лента получила призы за лучшую мужскую роль (Майкл Редгрейв) и лучший сценарий, а в столице Германии победила в категориях «Выбор публики» и «Бронзовый берлинский медведь».

## Сюжет
Эндрю Крокер-Харрис (Майкл Редгрейв) — учитель антиковедения в обычной средней школе. Он увольняется с места работы из-за крайне плохого состояния здоровья. Сюжет фильма повествует о последних днях его работы в школе, на протяжении которых он осознает, что совершенно не удался как учитель. Депрессия Крокер-Харриса дополняется изменой собственной жены Милли (Джин Кент) и пониманием того, что его — педагога с крупным стажем — презирали как ученики, так и персонал школы.
Ключевым эмоциональным поворотом картины становится неожиданный подарок Крокер-Харрису от своего ученика Тэплоу (Брайан Смит) — пьеса «Агамемнон» Эсхила, переведённая английским поэтом Робертом Браунингом. Во время чтения пьесы Крокер-Харрис натыкается на фразу «Пусть не как Бога чтут меня — как воина» и всё его сознание мигом переворачивается.

## В ролях
| Актёр             | Роль                |
| ----------------- | ------------------- |
| Майкл Редгрейв    | Эндрю Крокер-Харрис |
| Джин Кент         | Милли               |
| Найджел Патрик    | Фрэнк Хантер        |
| Рональд Говард    | Гилберт             |
| Уилфрид Хайд-Уайт | директор школы      |
| Брайан Смит       | Тэплоу              |
| Билл Трэверс      | Флэтчер             |
| Джудит Фьюрс      | миссис Уильямсон    |
| Питер Джонс       | Карстерс            |
| Сара Лоусон       | Бетти Карстерс      |

## Критика
Фильм был положительно воспринят большинством мировых кинокритиков:
- «„Версия Браунинга“ — исключение в британском кинопроизводстве, которое в настоящий момент находится под влиянием Голливуда» — чешский киножурнал[4].
- «Роль уходящего мастера не самая лёгкая, однако приз за лучшую мужскую роль в правильных руках. Майкл Редгрейв заслужил его, как никто другой» — Variety[5]
- «Замечательный сценарий Теренса Реттигена, великолепная режиссёрская работа Энтони Асквита, которая втягивает нас через настолько сухой пейзаж, и держит нас заинтересованными и вовлеченными в процесс» — Эндрю Л. Урбан, Urban Cinefile[6]
- «Фильм стоит смотреть, как минимум, из-за мощной и детальной актёрской игры Майкла Редгрейва» — TimeOut[7]

## Награды и номинации
| - 1951 — лента вошла в список лучших иностранных фильмов года по версии Национального совета кинокритиков США. - 1951 — премия «Джусси» лучшему иностранному актёру (Майкл Редгрейв). - 1951 — два приза Каннского кинофестиваля: лучшая мужская роль (Майкл Редгрейв) и лучший сценарий (Теренс Реттиген), одна номинация — «Золотая пальмовая ветвь». | - 1951 — два приза Берлинского кинофестиваля: «Выбор публики» и «Бронзовый берлинский медведь». - 1952 — премия «Бодил» за лучший европейский фильм. - 1952 — две номинации на премию BAFTA: лучший фильм и лучший британский фильм. |